# Wunder (Familienname)
Wunder ist ein deutscher Familienname.

## Namensträger

### Pseudonym
- Wunder (* 1968), deutscher Musiker, siehe Jörg Follert

### Familienname
- Alois Wunder (1878–1974), deutscher Politiker, Oberbürgermeister der Stadt Pasing
- Annett Wunder (* 1976), deutsche Richterin der Sozialgerichtsbarkeit und Verfassungsrichterin
- Bernd Wunder (1938–2025), deutscher Historiker und Hochschullehrer
- Dieter Wunder (* 1936), deutscher Lehrer und Gewerkschafter, Vorsitzender der Gewerkschaft Erziehung und Wissenschaft (GEW)
- Dietmar Wunder (* 1965), deutscher Schauspieler, Synchronsprecher, Dialogregisseur und Dialogbuchautor
- Edgar Wunder (* 1969), deutscher Sozialwissenschaftler und Politiker
- Eduard Wunder (1800–1869), deutscher Philologe und langjähriger Rektor der Fürstenschule Grimma
- Eske Wunder (* 1977), deutsche Sängerin und Moderatorin
- Friedrich Wunder (Fotograf) (1815–1893), deutscher Fotograf
- Friedrich Wilhelm Wunder (1742–1828), deutscher Maler
- George Wunder (1912–1987), US-amerikanischer Comiczeichner
- Gerd Wunder (1908–1988), deutscher Bibliothekar und Landeshistoriker
- Gerrit Wunder (* 1978), österreichischer Filmkomponist
- Gottfried Wunder (1912–1972), österreichischer Politiker (ÖVP)
- Gustav Wunder (1830–1885), deutscher Chemiker und Professor
- Hans Wunder (1886–1962), österreichischer Maler, Grafiker und Hauptschullehrer
- Heide Wunder (* 1939), deutsche Historikerin
- Helmut Wunder (1940–2001), deutscher Botaniker
- Herta Wunder (1913–1992), deutsche Schwimmerin, siehe Herta Fey
- Ingeborg Wunder (1924–2023), deutsche Pianistin und Hochschullehrerin
- Ingolf Wunder (* 1985), österreichischer Pianist
- Justin Wunder (1838–1910), Chemiker und Prähistoriker
- Karl Friedrich Wunder (1849–1924), deutscher Fotograf und Verleger
- Klaus Wunder (1950–2024), deutscher Fußballspieler
- Klaus Wunder (Fußballspieler, 1957) (* 1957), deutscher Fußballspieler
- Ludwig Wunder (1878–1949), deutscher Reformpädagoge
- Michael Wunder (* 1952), deutscher Psychologe und Psychotherapeut
- Nikolaus Wunder (1802/03–1881), österreichischer Apotheker und Politiker
- Olaf Wunder (* 1964), deutscher Journalist
- Otto Wunder (1844–1921), deutscher Fotograf
- Richard Wunder (* 1984), liechtensteinischer Bobfahrer
- Stephanie Wunder (* 1991), deutsche Kinderbuchillustratorin
- Thomas Wunder (* 1969), deutscher Wirtschaftswissenschaftler und Berater
- Wilhelm Wunder (1898–1991), deutscher Zoologe und Ichthyologe
- Wilhelm Ernst Wunder (1713–1787), fürstlicher Hofmaler am markgräflichen Hof zu Bayreuth